# Hans Bettembourg
Hans Bettembourg, eigentlich Hansjörg Bettenburg, (* 28. März 1944 in Neuruppin, Provinz Brandenburg, Deutsches Reich) ist ein ehemaliger schwedischer Gewichtheber. Er gewann bei den Olympischen Spielen 1972 in München eine Bronzemedaille im Mittelschwergewicht.

## Werdegang
Hans Bettembourg, der als Hansjörg Bettenburg geboren wurde, wanderte nach dem Zweiten Weltkrieg mit seiner Familie von Deutschland nach Schweden aus. Er begann dort als Jugendlicher beim Sportclub Falu AK Falun mit dem Gewichtheben.
1968 erschien er erstmals in der Siegerliste der schwedischen Meisterschaften, als er im Leichtschwergewicht mit 417,5 kg im olympischen Dreikampf den Titel gewann. 1969 steigerte er sich beim Baltic-Cup in Zinnowitz im Leichtschwergewicht auf 432,5 kg und startete im gleichen Jahr auch schon bei der Welt- und Europameisterschaft in Warschau, wo er im Leichtschwergewicht mit 457,5 kg (162,5-132,5-162,5) in der WM-Wertung den 8. Platz und in der EM-Wertung den 6. Platz belegte. Aus seiner Leistung ist zu ersehen, dass Bettembourg ein Spezialist im Drücken war, denn mit den von ihm in dieser Disziplin erzielten 162,5 kg wurde er hinter dem US-Amerikaner Russell Knipp, der die gleiche Leistung erzielte, aber etwas leichter war als er, Vize-Weltmeister und gleichzeitig Europameister.
Im Jahre 1970 erreichte Hans Bettembourg bei der Europameisterschaft in Szombathely im Leichtschwergewicht mit 462,5 kg (162,5-130-170) den 4. Platz und verpasste damit nur knapp eine Medaille. Bei der Weltmeisterschaft des gleichen Jahres in Columbus/USA blieb er unplatziert, weil er im Drücken 3 Fehlversuche hatte.
1971 erreichte er bei der Europameisterschaft in Sofia im Mittelschwergewicht im olympischen Dreikampf 510 kg (190-140-180) und kam damit hinter David Rigert aus der UdSSR, 537,5 kg, Bo Johansson aus Schweden, 537,5 kg u. Atanas Schopow aus Bulgarien auf den 4. Platz. Bei der Weltmeisterschaft 1971 in Lima schaffte er 500 kg (180-137,5-182,5). Diese Leistung reichte zum 5. Platz.
Bei der Europameisterschaft 1972 in Constanța blieb Hans Bettembourg unplatziert, weil er erneut 3 Fehlversuche im Drücken hatte. Bei den Olympischen Spielen 1972 in München erzielte er dann aber den größten Erfolg in seiner Laufbahn, denn er gewann dort mit 512,5 kg (182,5-145-185) im olympischen Dreikampf die Bronzemedaille, wobei er davon profitierte, dass der große Favorit David Rigert drei Fehlversuche im Reißen hatte.
Trotzdem ab 1. Januar 1973 vom internationalen Gewichtheber-Verband das Drücken gestrichen wurde und aus dem olympischen Dreikampf ein Zweikampf wurde, setzte Hans Bettemburg seine internationale Laufbahn fort, obwohl ihn diese Entscheidung natürlich aller Chancen bei den weiteren internationalen Meisterschaften beraubte. Er blieb bei der Europameisterschaft 1973 in Madrid wieder unplatziert, weil er im Reißen dreimal sein Anfangsgewicht nicht schaffte. Bei der Europameisterschaft 1974 in Verona erzielte er im Mittelschwergewicht 345 kg (150–195), die zum 6. Platz reichten. Bei der Weltmeisterschaft 1974 in Manila fabrizierte er erneut drei Fehlversuche im Reißen und blieb ohne Zweikampfresultat unplatziert. Danach beendete er seine Gewichtheberlaufbahn.
Als Spezialist im Drücken erzielte Hans Bettemburg im Laufe seiner Karriere in dieser Disziplin insgesamt zehn Weltrekorde. Den ersten am 12. Oktober 1969 in Malung im Leichtschwergewicht mit 170,5 kg und den letzten am 20. Februar 1972 in Ojebyn im Mittelschwergewicht mit 195,5 kg.

## Internationale Erfolge
| Jahr | Platz  | Wettbewerb                                      | Art | Gewichtsklasse | |
| 1969 | 5.     | Baltic-Cup in Zinnowitz                         | OD  | Leichtschwer   | mit 432,5 kg, Sieger: Walery Schary, UdSSR, 480 kg vor Boris Selizki, UdSSR, 477,5 kg                                                                                    |
| 1969 | 8.     | WM + EM (6.) in Warschau                        | OD  | Leichtschwer   | mit 457,5 kg (162,5-132,5-162,5), Sieger: Masushi Ōuchi, Japan, 487,5 kg, vor Károly Bakos, Ungarn, 487,5 kg                                                             |
| 1970 | 4.     | EM in Szombathely                               | OD  | Leichtschwer   | mit 462,5 (162,5-130-170), hinter Gennadi Iwantschenko, UdSSR, 487,5 kg, György Horváth, Ungarn, 472,5 kg u. Sochanski, Polen, 465 kg                                    |
| 1970 | unpl.  | WM in Columbus/USA                              | OD  | Leichtschwer   | mit 3 Fehlversuchen im Drücken; Sieger: Gennadi Iwantschenko, 505 kg, vor Norbert Ozimek, Polen, 482,5 kg                                                                |
| 1971 | 2.     | Nordische Meisterschaft in Valkeakoski          | OD  | Schwer         | mit 510 kg, hinter Taisto Haara, Finnland, 520 kg |
| 1971 | 4.     | EM in Sofia                                     | OD  | Mittelschwer   | mit 510 kg (190-140-180), hinter David Rigert, UdSSR, 537,5 kg, Bo Johansson, Schweden, 537,5 kg u. Atanas Schopow, Bulgarien, 512,5 kg                                  |
| 1971 | 5.     | WM in Lima                                      | OD  | Mittelschwer   | mit 500 kg (180-137,5-182,5), hinter David Rigert, 542,5 kg, Wassili Kolotow, UdSSR, 537,5 kg, Bo Johansson, 522,5 kg u. Atanas Schopow, 510 kg                          |
| 1972 | unpl.  | EM in Constanța                                 | OD  | Mittelschwer   | nach 3 Fehlversuchen im Drücken |
| 1972 | Bronze | OS in München                                   | OD  | Mittelschwer   | mit 512,5 kg (182,5-145-185), hinter Andon Nikolow, 525 kg u. Atanas Schopow, 517,5 kg, bde. Bulgarien                                                                   |
| 1973 | 1.     | Nordische Meisterschaft                         | ZK  | Mittelschwer   | mit 340 kg, vor Marstad, Norwegen, 305 kg |
| 1973 | unpl.  | EM in Madrid                                    | ZK  | Mittelschwer   | nach 3 Fehlversuchen im Reißen |
| 1974 | 1.     | Nordische Meisterschaft in Fredrikstad/Schweden | ZK  | Mittelschwer   | mit 355 kg, vor Jaakko Kailajärvi, Finnland, 355 kg |
| 1974 | 6.     | EM in Verona                                    | ZK  | Mittelschwer   | mit 345 kg (150–195), hinter David Rigert, 385 kg, Andon Nikolow, 385 kg, Serhej Poltorazkyj, UdSSR, 362,5 kg, Peter Petzold, DDR, 355 kg,u. Jaakko Kailajärvi, 352,5 kg |
| 1974 | 3.     | Baltic-Cup in Växjö                             | ZK  | Mittelschwer   | mit 340 kg (150–190), hinter Peter Petzold, 357,5 kg u. Serhej Poltorazkyj, 347,5 kg                                                                                     |
| 1974 | unpl.  | WM in Manila                                    | ZK  | Mittelschwer   | nach 3 Fehlversuchen im Reißen |

## Einzelmedaillen
- WM-Silber: 1969/Drücken/Leichtschwer – 1971/Drücken/Mittelschwer – 1972/Drücken/Mittelschwer
- EM-Gold: 1969/Drücken/Leichtschwer – 1971/Drücken|Mittelschwer
- EM-Silber: 1970/Drücken/Leichtschwer

## Schwedische Meisterschaften
| Jahr | Platz | Art | Gewichtsklasse |                                             |
| 1968 | 1.    | OD  | Leichtschwer   | mit 417,5 kg, vor Strand, 385 kg            |
| 1970 | 1.    | OD  | Leichtschwer   | mit 470 kg, vor Trast, 395 kg               |
| 1971 | 1.    | OD  | Schwer         | mit 500 kg, vor Hallstadius, 442,5 kg       |
| 1972 | 1.    | OD  | Mittelschwer   | mit 502,5 kg, vor Eriksson, 432,5 kg        |
| 1973 | 2.    | ZK  | Schwer         | mit 337,5 kg, hinter Bo Johansson, 357,5 kg |
| 1974 | 1.    | ZK  | Mittelschwer   | mit 345 kg, vor Nordin, 300 kg              |

## Weltrekorde
| Datum    | Ort       | Disziplin | Gewichtsklasse | Leistung |
| 12.10.69 | Malung    | Drücken   | Leichtschwer   | 170,5 kg |
| 16.11.69 | Kiruna    | Drücken   | Leichtschwer   | 171 kg   |
| 23.11.69 | Skien     | Drücken   | Leichtschwer   | 171,5 kg |
| 7.12.69  | Kil       | Drücken   | Leichtschwer   | 172,5 kg |
| 18.4.70  | Malung    | Drücken   | Leichtschwer   | 174,5 kg |
| 10.5.70  | Söderhamn | Drücken   | Leichtschwer   | 175,5 kg |
| 21.8.70  | Falun     | Drücken   | Leichtschwer   | 176 kg   |
| 21.2.71  | Bollnäs   | Drücken   | Mittelschwer   | 187,5 kg |
| 18.4.71  | Falun     | Drücken   | Mittelschwer   | 193 kg   |
| 20.2.72  | Öjebyn    | Drücken   | Mittelschwer   | 195,5    |

## Erläuterungen
- Art = Wettkampfart, OD oder ZK,
- OD = olympischer Dreikampf, bestehend aus Drücken, Reißen und Stoßen (bis 1972),
- ZK = Zweikampf, bestehend aus Reißen und Stoßen (seit 1973),
- OS = Olympische Spiele,
- WM = Weltmeisterschaft,
- EM = Europameisterschaft,
- Leichtschwergewicht, damals bis 82,5 kg Körpergewicht,
- Mittelschwergewicht, damals bis 90 kg Körpergewicht,
- Schwergewicht, damals bis 110 kg Körpergewicht